# توماس سميث (لاعب كريكت بريطاني)
توماس سميث (26 أغسطس 1848 - )  (بالإنجليزية: Thomas Smith)‏ هو لاعب كريكت بريطاني.